# تسایلسهایم
تسایلسهایم (به آلمانی: Frankfurt-Zeilsheim) یک منطقهٔ مسکونی در آلمان است که در فرانکفورت واقع شده‌است. تسایلسهایم ۱۱٬۹۱۴ نفر جمعیت دارد.

## نگارخانه

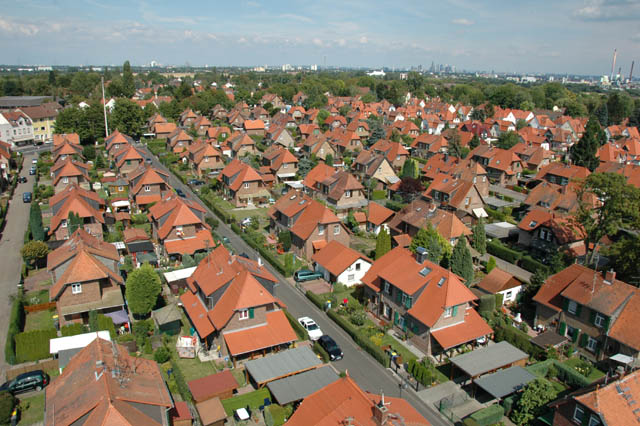
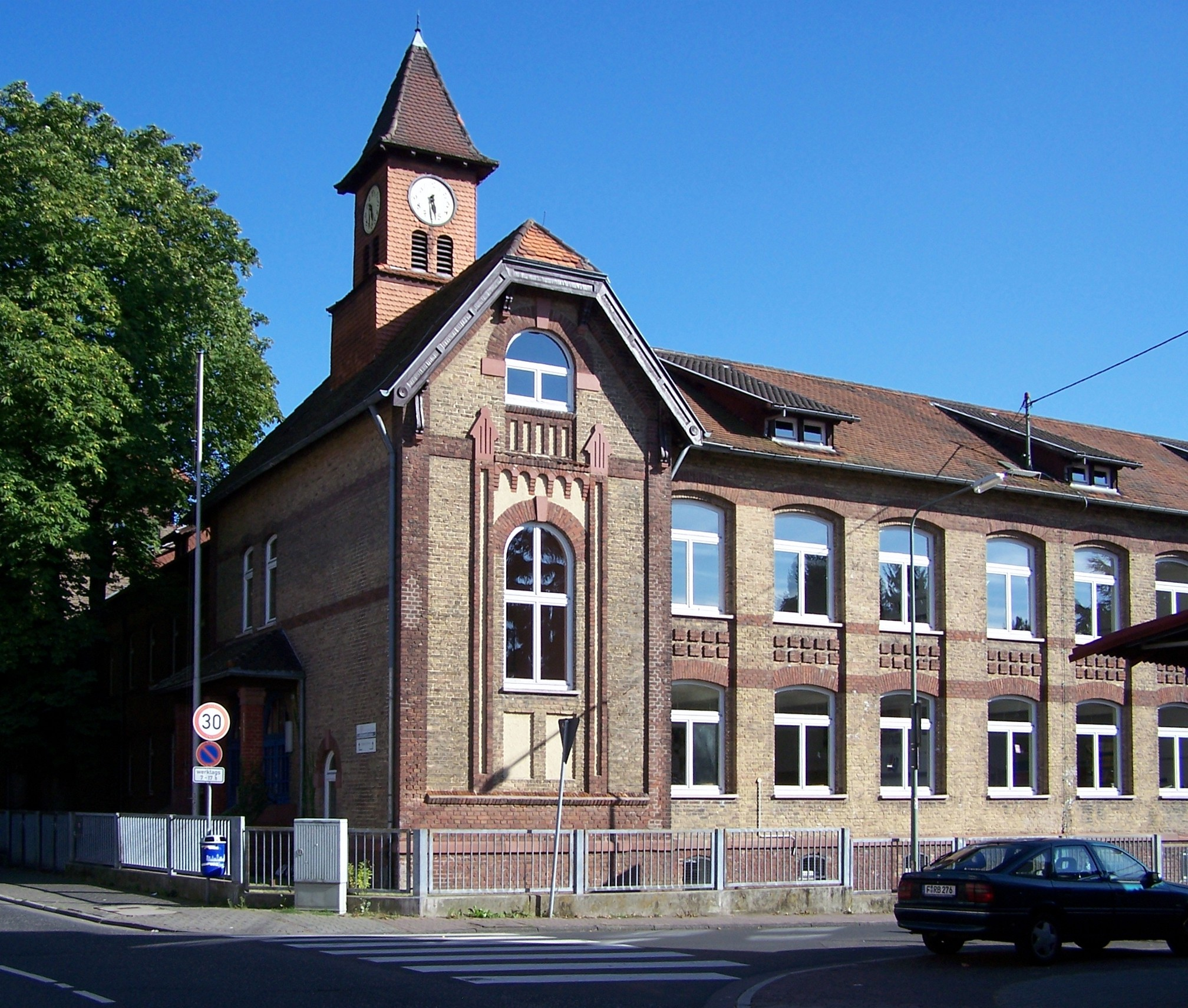
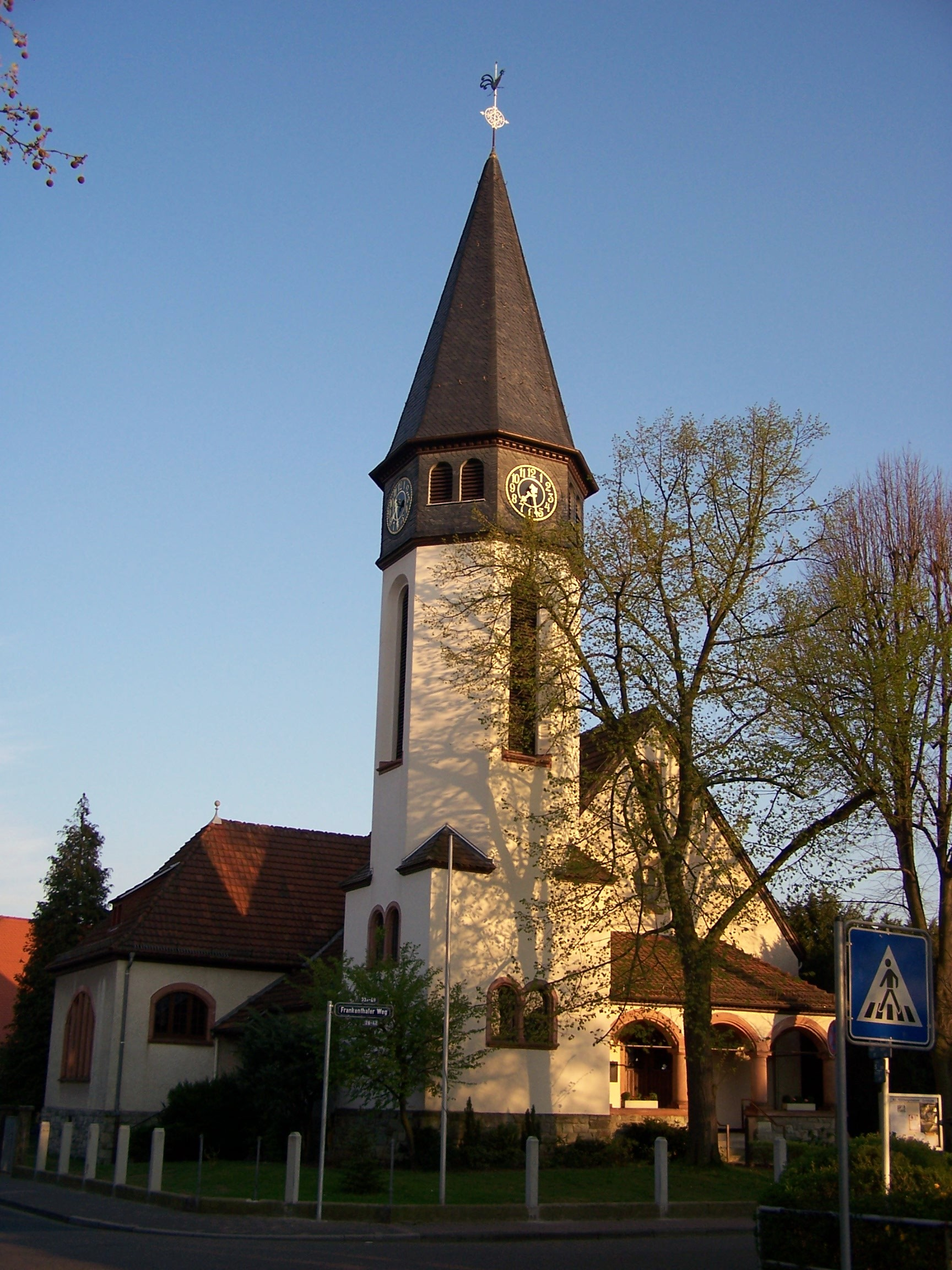
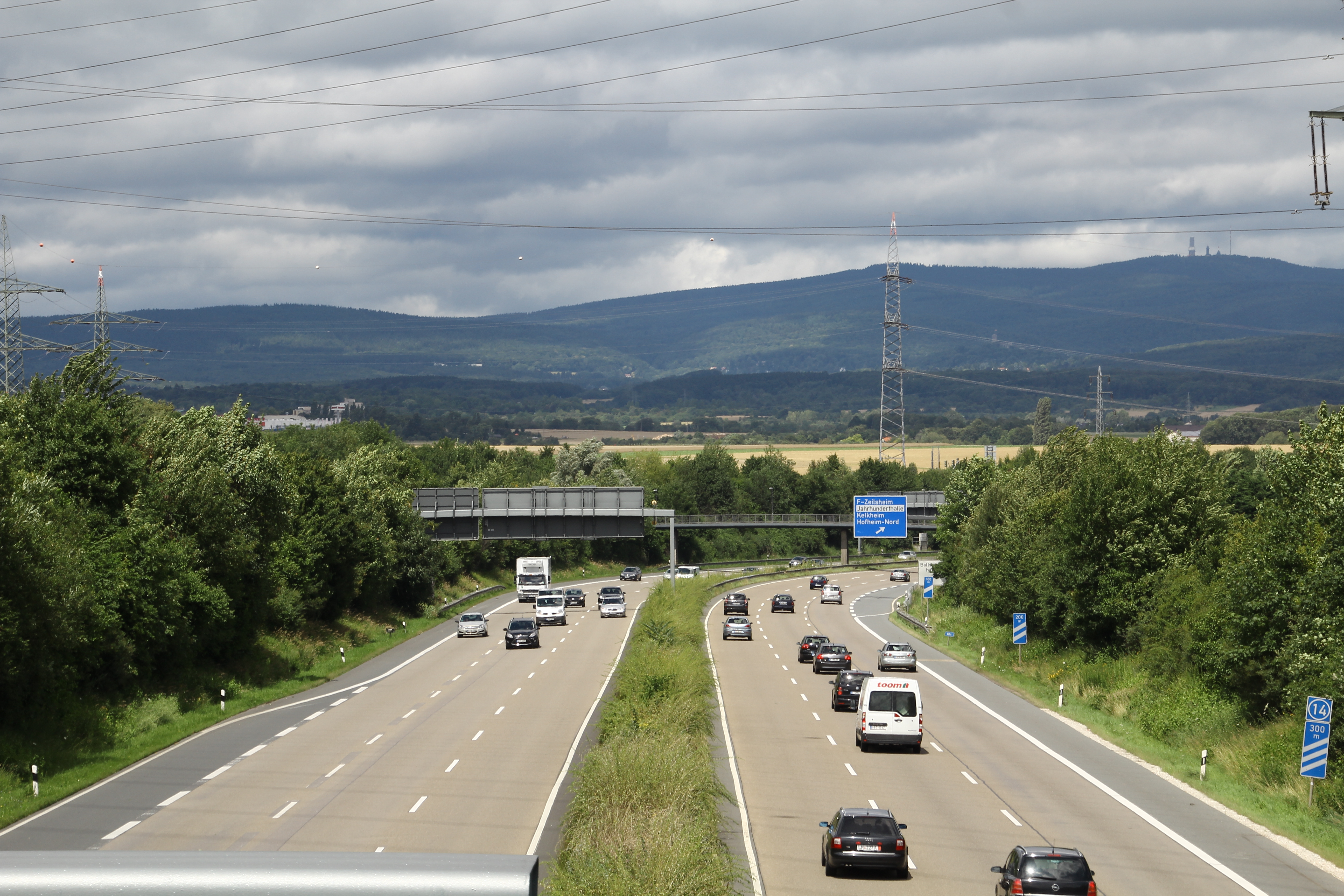